# Antonio Gasperi
Antonio Gasperi (* 4. September 1948 in Baselga di Pinè) ist ein italienischer Komponist und Musikpädagoge.
Gasperi studierte Musik am Konservatorium von Verona und besuchte außerdem Kurse von Francesco Valdambrini beim Laboriatorio Nuova Musica in Verona. Er unterrichtet Musiktheorie und Musikpädagogik am Conservatorio Statale di Musica F. A. Bonporti in Trient.

## Werke
- Cinque piccole liriche su poesie di bambini für Gesang und Klavier nach Gedichten aus der Sammlung "Poesie gialle, nate davanti ad un mazzo di spighe" von Emma Gasperi, Gaia Cetrano, Federica Marchi, Marco Schmid und Gabriele Pallaver
- Pagine tricordali per la gioventù für verschiedene Musikinstrumente
- O sicuro, secreto e fidel porto für Bariton und Klavier, Text von Ludovico Ariosto
- 5 piccole favole für Klavier
- Musiche di scena per la commedia di E. Ionesco "La cantante calva" für Sopran, Kinderchor, Violine, Klarinette, Klavier und Perkussion, UA 2001
- Trittico di A. Gasperi, D. Oberegger e M. Varner für Sopran, Alt, Bariton, Flöte, Klarinette und Vibraphon
- O sicuro, secreto e fidel porto für Bariton, Flöte und Vibraphon, Text von L. Ariosto, UA 1999
- Liriche per un Amico, 4 Lieder für Gesang und Klavier. Texte von Tullio Gasperi
- Meditazione für große Flöte UA 2001
- Stil Novo für Orchester, UA 2005
- Quartetto d'archi, UA 1994

## Quelle
- Edizioni Arca Musica - Kurzbiografie

| Personendaten    | Personendaten                             |
| ---------------- | ----------------------------------------- |
| NAME             | Gasperi, Antonio                          |
| KURZBESCHREIBUNG | italienischer Komponist und Musikpädagoge |
| GEBURTSDATUM     | 4. September 1948                         |
| GEBURTSORT       | Baselga di Pinè                           |